# Port Muuga
Port Muuga – port towarowy w Estonii. Znajduje się około 13 km na północny wschód od Tallinna, na obszarze wsi Muuga, Maardu i Uusküla. Jest to największy port towarowy w Estonii, specjalizujący się głównie w tranzycie towarów z Rosji.
Port Muuga obsługuje około 80% towarów obsługiwanych przez Port w Tallinnie i około 90% towarów tranzytowanych przez Estonię. Mniej więcej 3/4 z nich stanowi ropa naftowa i towary pochodne, ale obsługiwane są również inne ładunki.
Port ma powierzchnię 524,2 ha. Znajduje się w nim 29 nabrzeży o łącznej długości 6,4 km. Maksymalna głębokość wynosi 18 m, co czyni go jednym z najgłębszych portów nad Morzem Bałtyckim. Obsługuje jednostki o długości do 300 m i szerokości do 48 m.

## Infrastruktura
W porcie znajduje się 6 terminali do towarów płynnych, 2 terminale ogólnego przeznaczenia (z których jeden posiada kompleks chłodniczy), terminal kontenerowy oraz ro-ro, terminal towarów suchych, terminal zbożowy, terminal stalowy oraz terminal węglowy.
Zadaszona powierzchnia magazynowa wynosi 151 tys. m², zaś powierzchnia otwarta 670 tys. m². Magazyn chłodniczy posiada 11,5 tys. m² powierzchni. Oprócz tego port może przechowywać do 1 550 150 m³ ropy naftowej oraz posiada silos mogący pomieści 300 000 ton zboża.
Do portu doprowadzona jest linia kolejowa, łącząca się z linią Tallinn–Tapa.
Na terenie Portu Muuga znajduje się również park przemysłowy o powierzchni 75 ha.